# 밀라노 첸트랄레역
밀라노 중앙역 또는 밀라노 첸트랄레 역(이탈리아어: stazione di Milano Centrale)은 이탈리아 밀라노 시의 중앙 철도역이다. 유럽의 대표 철도역 중 하나이기도 하다. 이탈리아의 주요 철도 노선들이 모이는 종착역이며 밀라노 도심 북부 끝자락에 위치해 있다. 현재의 역은 1931년에 문을 열었는데, 사실은 원래 있던 역을 철거하고 새로 지은 것이다. 기존 역사는 1864년에 연락역으로 지어졌는데, 심플론 터널 (1906년)이 개통되면서 증가한 교통량을 감당할 수 없었기 때문에 이를 대체하고자 한 것이었다.
밀라노 첸트랄레 역은 고속철도가 운행되는 역으로 서쪽으로 토리노까지, 동쪽으로 베로나를 지나 베네치아까지, 남북 본선으로는 볼로냐, 로마, 나폴리, 살레르노까지 이어진다. 심플론 선과 고트하르트 선도 이곳을 거쳐가기 때문에 도모도솔라를 거쳐 베른까지, 또 키아소를 거쳐 취리히까지 갈 수 있다.
밀라노 첸트랄레 역을 기점으로 하는 도시간 철도와 지역 철도도 상당한데, 그 행선지로는 벤티밀리아 (프랑스 국경), 제노바, 토리노, 도모도솔라 (스위스 발레 주와의 국경선), 티라노 (스위스 그라우뷘덴 주와의 국경선), 베르가모, 베로나, 만토바, 볼로냐, 라스페치아가 있다.
단 밀라노 교외 철도는 밀라노 첸트랄레 역에 정차하지 않는다. 대신 포르타 가리발디 역 (북서), 카도르나 역 (서), 로고레도 역 (동) 등지의 주요 역에 정차한다.
지하철 역인 첸트랄레역과 같은 건물이다.

## 역사

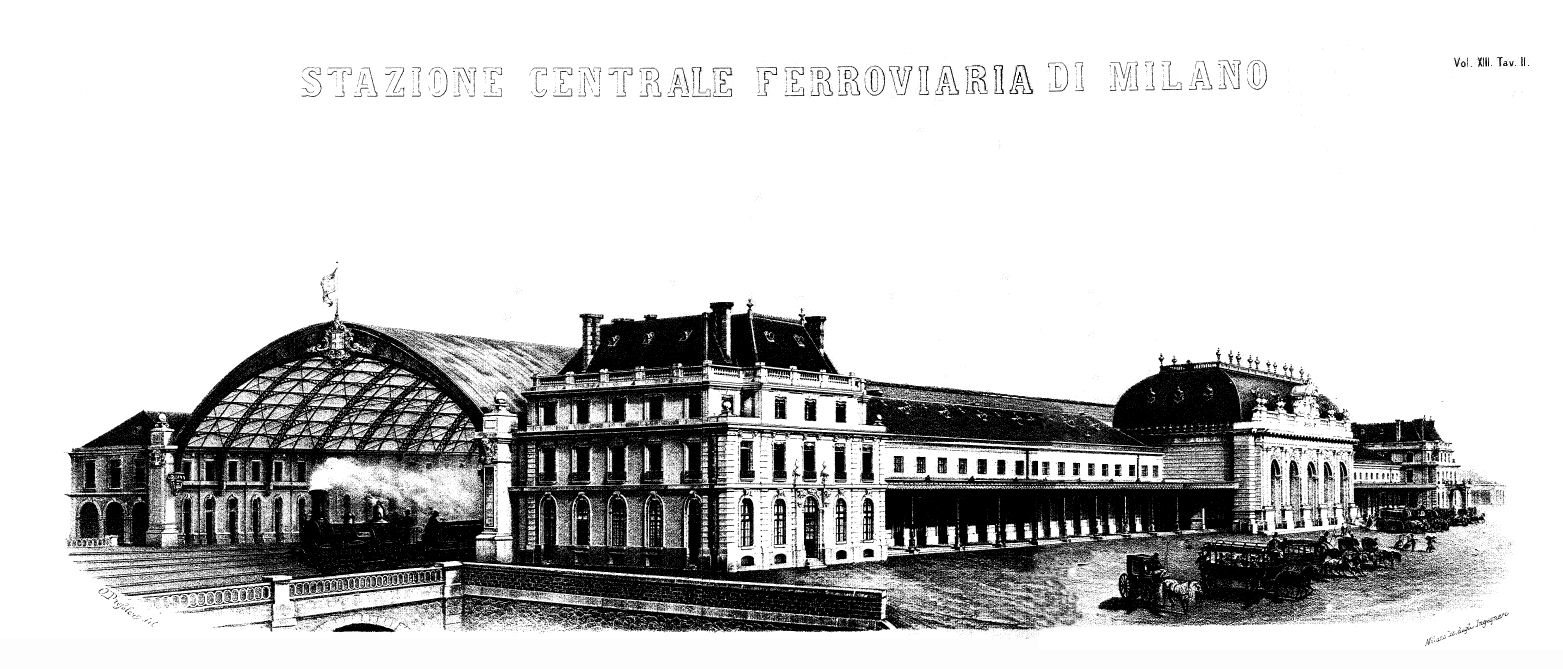
1865년 1월 잡지 <공학건축> (Giornale dell'Ingegnere e Architetto) 제13호 부록에 담긴 밀라노 중앙역의 초창기 모습

밀라노 첸트랄레 역은 1864년에 처음으로 문을 열었다. 지금으로 치면 현 밀라노 중앙역 역사에서 남쪽에 떨어져 있는 공화국 광장 자리였다. 역의 설계는 프랑스의 건축가 루이쥘 부쇼 (1817~1907)가 맡았고, 당대 파리의 건축물을 떠올리게 하는 건축 양식으로 꾸며졌다. 첸트랄레 역은 기존의 포르타 토사 역 (1846년 개업, 트레빌리오 - 베네치아 노선 종착역)과 포르타 누오바 역 (1850년 개업, 밀라노-몬차 선의 두번째 역)을 대체하고 이미 개통되었거나 건설중인 밀라노의 모든 철도 노선들을 하나로 묶는 역할을 했다. 그때부터 운영을 계속하다 1931년 6월 30일 지금의 역이 문을 열면서 철거되었고, 현재 구역사의 흔적은 찾아볼 수 없다.
1906년 4월 28일, 밀라노의 신 철도역 자리에 이탈리아 국왕 비토리오 에마누엘레 3세가 주춧돌을 놓았다. 역의 청사진이 확정되기도 전이었다. 1912년이 되어서야 최종 건축 경연을 치르고 건축가 울리세 스타키니의 설계도가 선정되었다. 그의 설계는 미국 워싱턴 D.C.의 유니언 역을 모델로 삼은 것이었다. 설계도가 최종 선정되자마자 신 철도역 공사가 시작되었다.
제1차 세계 대전 기간에 닥친 이탈리아 경제 위기로 인해 건설 공사는 진척을 거듭했고, 첫 시공 때에는 꽤 간소했던 전체 프로젝트도 수정을 거듭하며 점점더 복합적이고 웅장해지게 되었다. 특히 베니토 무솔리니가 이탈리아의 총리에 오르면서 밀라노 중앙역에 파시즘 정권의 힘을 구현시키고 싶어했기 때문에 이런 일은 더하게 되었다. 가장 크게 바뀐 점은 승강장 유형의 변경과 알베르토 파바가 제작한 거대한 강철 캐노피를 추가한 것으로, 캐노피는 341m 길이에 66500m²의 면적을 덮을 수 있었다.
1925년에 건설 공사가 본격적으로 재개되고, 1931년 7월 1일 갈레아초 치아노 외교장관이 참석한 가운데 신 밀라노 중앙철도역이 공식적으로 문을 열었다. 역의 정면은 200m 길이에 천장은 75m 높이였으며 당대 최고 규모였다. 밀라노 첸트랄레에 쓰인 건축 양식은 딱히 특정된 것은 없으나 여러 양식들을 조합해 만들었다. 특히 아르누보와 아르데코 양식이 돋보이지만 이들에게만 국한된 것은 아니다. 또 수많은 조각품으로 내부가 장식되어 있다.
2006년 9월 25일, 철도 당국이 총 1억 유로의 예산을 투입해 역을 탈바꿈하는 프로젝트를 발표했다. 전체 예산 중에서 2000만 유로는 "큰 예술적 가치를 지닌 구역들"을 복원시키는 데 배정되며 나머지 8000만 유로는 지금의 열차 운행에 알맞게 역 전반을 좀더 기능적으로 향상시키는 데 들어간다. 공사가 끝나면 매표소가 이전되고 늘어난 장애인 이용객을 위한 새로운 엘레베이터/에스컬레이터가 설치된다.

## 운행 노선

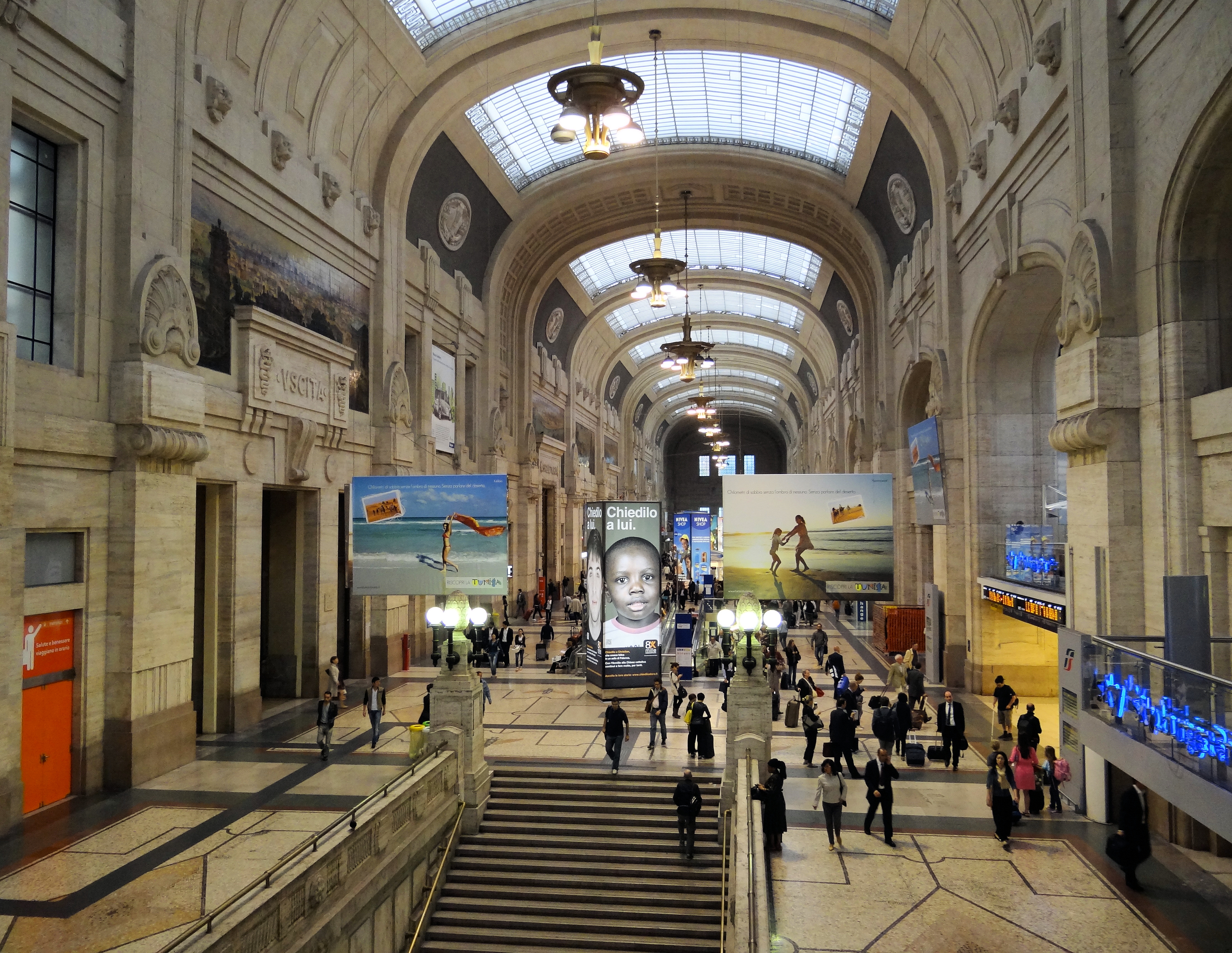
내부홀 전경

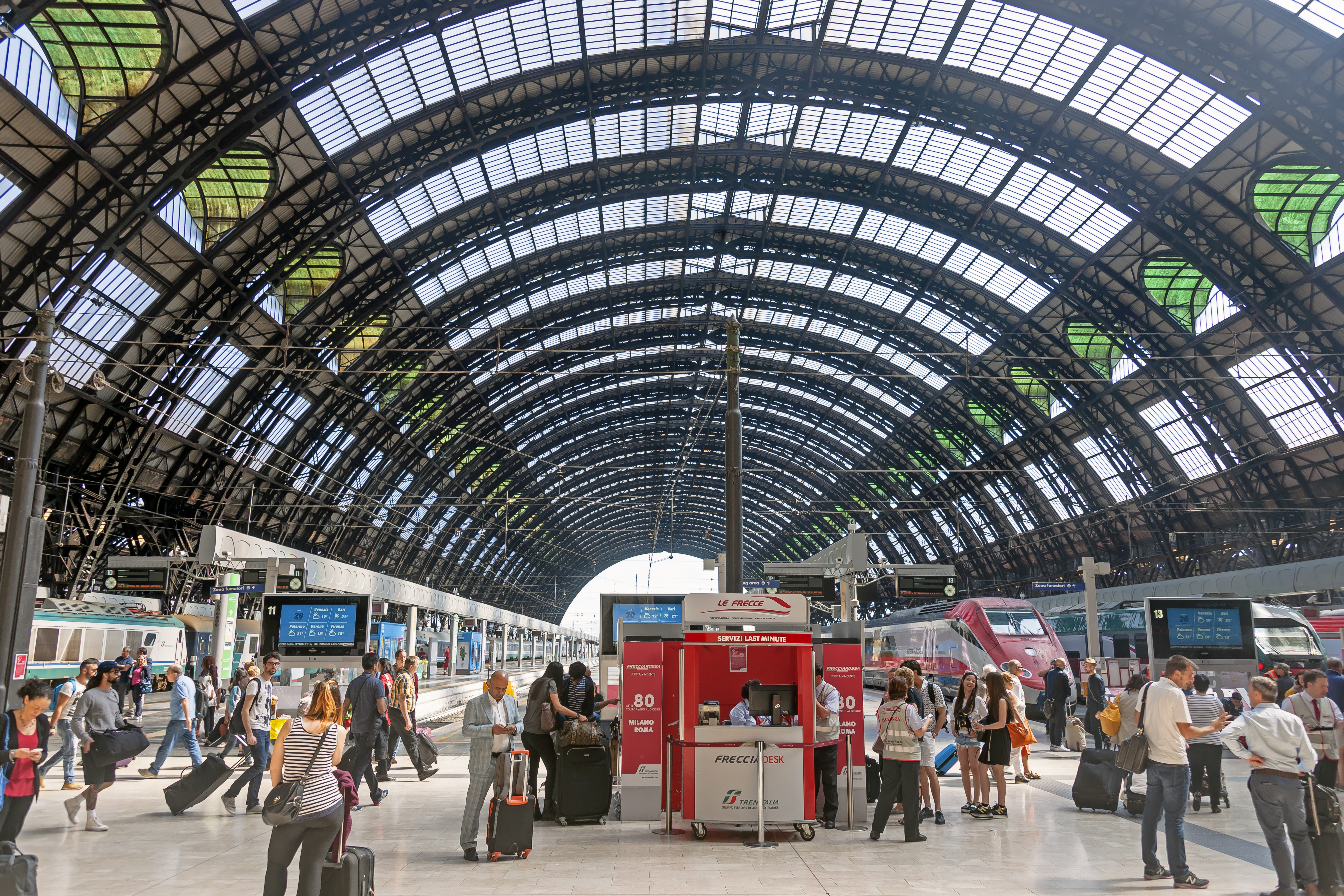
중앙구역 천장

밀라노 첸트랄레 역에는 총 24개의 선로가 있다. 매일 32만 명의 승객이 역을 이용하며 약 500대의 열차가 정차한다. 연간 총 1억 2000만 명이 이용하는 셈이다.
밀라노 첸트랄레 역은 전국 철도 노선과 국제 철도 노선이 있으며 장거리 노선과 지역 노선도 있다. 일일 국제 열차편은 베른, 루가노, 제노바, 취리히, 파리, 빈, 바르셀로나, 뮌헨 등이 있다. 말펜사 익스프레스 열차를 통해 밀라노-말펜사 공항과도 연결된다.
다음은 밀라노 첸트랄레 역에서 운행되는 철도 노선이다 (미완성).

### 일반 (고속철도)
- 고속철도 (트레니탈리아 프레치아로사) 토리노-살레르노: 토리노 포르타 누오바 - 토리노 포르타 수사 - 밀라노 첸트랄레 - 밀라노 로고레도 - 볼로냐 첸트랄레 - 피렌체 S.M.노벨라 - 로마 티부르티나 - 로마 테르미니 - 나폴리 첸트랄레 - 살레르노
- 고속철도 (트레니탈리아 프레치아로사) 밀라노-바리: 밀라노 - 볼로냐 - 안코나 - 페스카라 - 포자 – 바리
- 고속철도 (트레니탈리아 프레치아로사) 밀라노-베네치아: 밀라노 - 브레시아 - 페스키에라델가르다 - 베로나 - 비첸차 - 파두아 - 베네치아
- 고속철도 (이탈로 NTV) 토리노-살레르노: 토리노 - 밀라노 - 볼로냐 - 피렌체 - 로마 - 나폴리 - 살레르노
- 고속철도 (트레니탈리아 프레치아비앙카) 토리노-베네치아: 토리노 - 노바라 - 밀라노 - 브레시아 - 베로나 - 비첸차 - 파두아 - 베네치아 - (트리에스테)
- 고속철도 (트레니탈리아 프레치아비앙카) 밀라노-레체: 밀라노 - 피아첸차 - 파르마 - 레조데밀리아 - 모데나 - 볼로냐 - 리미니 - 페사로 - 안코나 - 페스카라 - 테르몰리 - 포자 - 바리 - 브린디시 - 레체
- 고속철도 (트레니탈리아 프레치아비앙카) 밀라노-바리/타란토: 밀라노 - 모데나 - 볼로냐 - 리미니 - 안코나 - 페스카라 - 포자 - 바리 - 타란토

### 일반
밀라노 첸트랄레에서 출발해 몬차나 코모로 가는 지역철도 (레조)는 '국제' 운행에 포함된다. 첸트랄레 역에서 밀라노 교외로 갈 수 있는 방법은 없다.
- 공항철도 (트레노르드 말펜사 익스프레스) 밀라노-말펜사 공항: 밀라노 - (부스토아르시치오) - 말펜사 공항
- 인터시티 열차 (트레니탈리아 인터시티) 밀라노-레체: 밀라노 - 피아첸차 - 파르마 - 모데나 - 볼로냐 - 리미니 - 안코나 - 페스카라 - 포자 - 트라니 - 바리 - 파사노 - 브린디시 - 레체
- 인터시티 열차 (트레니탈리아 인터시티) 밀라노-타란토: 밀라노 - 로디 - 피아첸차 - 파르마 - 레조에밀리아 - 모데나 - 볼로냐 - 파엔차 - 체세나 - 리미니 - 리초네 - 페사로 - 세니갈라 - 안코나 - 줄리아노바 - 페스카라 - 테르몰리 - 포자 - 트라니 - 비셸리에 - 바리 - 타란토
- 인터시티 열차 (트레니탈리아 인터시티) 밀라노-리보르노: 밀라노 - 파비아 - 토르토나 - 제노바 피아차 프린치페 - 제노바 브리뇰레  - 산타 마르게리타 리구레-포르토피노 - 라팔로 - 키아바리 - 세스트리레반테 - 레반토 - 몬테로소 - 라스페치아 첸트랄레 - 마사 첸트로 - 비아레조 - 피사 첸트랄레 - 리보르노 첸트랄레
- 인터시티 열차 (트레니탈리아 인터시티) 밀라노-벤티밀리아: 밀라노 - 파비아 - 제노바 - 산레모 - 벤티밀리아
- 야간 열차 (트레니탈리아 인터시티 노테) 밀라노-레체: 밀라노 - 피아첸차 - 파르마 - 레조데밀리아 - 모데나 - 볼로냐 - 체사나 - 리미니 - 안코나 - 페스카라 - 포자 - 바리 - 트라니 - 브린디시 - 레체
- 지역철도 (트레니탈리아 레조날레 벨로체) 토리노-밀라노: 토리노 - 베르첼리 - 노바라 - 밀라노
- 지역철도 (트레니탈리아 레조날레) 밀라노-알레산드리아: 밀라노 - 파비아 - 보게라 - 토르토나 - 알레산드리아
- 지역철도 (트레노르드 레조) 밀라노-베로나: 밀라노 - 브레시아 - 페스키에라델가르다 - 베로나
- 지역철도 (트레노르드 레조) 밀라노-티라노: 밀라노 - 레코 - 손드리오 - 티라노
- 지역철도 (트레노르드 레조) 밀라노-만투아: 밀라노 - 로디 - 크레모나 - 피아다나 - 만토바
- 지역철도 (트레노르드 레조) 밀라노-베르가모: 밀라노 - 트레빌리오 - 베르가모
- 역사철도 (폰다치오네 FS/트레니탈리아 스토리코) 밀라노-바랄로: 밀라노 - 노바라 - 바랄로세시아

### 국제 (야간철도)
(스위 - 스위스, 독 - 독일, 오스 - 오스트리아, 프 - 프랑스)
2016년 12월 11일부터 오스트리아 철도공사가 독일철도의 야간철도 운행을 넘겨받는다. 따라서 뮌헨-밀라노 운행은 중단된다.
- 야간열차 (텔로 유로나이트) 파리-베네치아: 베네치아 - 파두아 - 베로나 - 밀라노 (첸트랄레) - 밀라노 (로피에라 2015 엑스포) - 디종 (프) - 파리 (프)
- 야간열차 (DB 시티 나이트 라인) 밀라노-뮌헨/빈: 밀라노 - 브레시아 - 페스키에라델가르다 - 베로나 - (로베레토/로프라이트) - (트렌토/트리엔트) - 볼차노/보첸 - (브레네로/브레너) - 인스부르크 (오스) - 인스부르크 (오스) - 쿠프슈타인 (오스) - 뮌헨 (독)

^ 오스트리아 철도공사의 로마-빈 구간 유로나이트 열차로 베로나와 연결된다. 독일철도 시티나이트라인은 두 종류의 열차편 (절반은 오스트리아 철도공사의 로마-빈 열차와 구간이 중복되며 빈이나 로마로 가고, 나머지 반은 뮌헨이나 밀라노로 계속 이어진다)으로 나뉜다. 빈-로마 노선도 두 종류의 열차편 (절반은 로마나 빈으로 계속 이어지고, 나머지 반은 독일철도의 밀라노/뮌헨행 시티나이트라인과 구간이 중복된다)으로 나뉜다.

### 국제
2016년 12월 11일부로 고타르트 바제 터널이 개통되면서 밀라노와 스위스 간의 철도 운행이 증편되었다. SBB-CFF-FSS 유로시티 전 열차는 벨린초나-아트-골다우 구간의 총 이동시간을 35분씩 절약하게 된다. 여기에 새로운 밀라노-취리히 경유-프랑크푸르트 국제노선도 계획 중에 있다.
- 지역철도 (틸로 레조) 밀라노-벨린초나: 밀라노 - 몬차 - 코모 (산 조반니) - 키아소 (스위) - 루가노 (스위) - 벨린초나 (스위)
- 인터시티 열차 (SBB-CFF-FSS 유로시티) 제네바-밀라노/베네치아: 제네바/겐프 (스위) - 로잔 (스위) - 브리히 (스위) - 도모도솔라 - 밀라노 - (브레시아) - (베로나) - (파두아) - (베네치아)
- 인터시티 열차 (SBB-CFF-FSS 유로시티) 바젤-밀라노: 바젤 SBB (스위) - 베른/베르네 (스위) - 툰 (스위) - 브리히 (스위) - 도모도솔라 - 스트레사 - 부스토아르시치오 - 밀라노
- 인터시티 열차 (SBB-CFF-FSS 유로시티) 취리히-밀라노: 취리히 (스위) - 추크 (스위) -아트-골다우 (스위) - 벨린초나 (스위) - 루가노 (스위) - 키아소 (스위) - 코모 (산 조반니) - 몬차 - 밀라노
- 인터시티 열차 (SBB-CFF-FSS 유로시티) 루체른-밀라노: 루체른 (스위) - 아트-골다우 (스위) - 벨린초나 (스위) - 루가노 (스위) - 키아소 (CH) - 코모 (산 조반니) - 몬차 - 밀라노
- 인터시티 열차 (텔로 유로시티) 밀라노-마르세유: 밀라노 - 제노바 - 산레모 - 망통 (프) - 모나코 몬테카를로 (모나코) - 니스 (프) - 칸 (프) - 마르세유 (프)

| 트레니탈리아                            | 트레니탈리아    | 트레니탈리아                                     |
| --------------------------------------- | --------------- | ------------------------------------------------ |
| 토리노 포르타 수사 토리노 포르타 누오바 | 프레치아로사    | 로마 테르미니 살레르노                           |
| 시·종착역                               | 프레치아로사    | 레조에밀리아 AV 메디오파다나 역 바리 첸트랄레 역 |
| 노바라 토리노 포르타 누오바             | 프레치아비앙카  | 브레시아 트리에스테 첸트랄레                     |
| 시·종착역                               | 프레치아비앙카  | 브레시아 역 우디네                               |
| 시·종착역                               | 프레치아비앙카  | 피아첸차 레체                                    |
| 시·종착역                               | 프레치아비앙카  | 피아첸차 타란토                                  |
| 갈라라테 바젤                           | 유로시티        | 시·종착역                                        |
| 갈라라테 제네바 코르나빈                | 유로시티        | 브레시아 베네치아 산타 루치아                    |
| 디종 파리 리옹                          | 텔로            | 브레시아 베네치아                                |
| 파비아 마르세유                         | 텔로            | 시·종착역                                        |
| 시·종착역                               | 인터시티 노테   | 피아첸차 레체                                    |
| 시·종착역                               | 인터시티 노테   | 볼로냐 첸트랄레 레체                             |
| 밀라노 로 피에라 토리노 포르타 누오바   | 트레노 레조발레 | 시·종착역                                        |
| 누오보 트라스포르토 비아자토리          |                 |                                                  |
| 토리노 포르타 수사 토리노               | 이탈로          | 밀라노 로고레도 살레르노                         |
| 트레노르드                              |                 |                                                  |
| 밀라노 포르타 가리발디 말펜사 공항      | 트레노 레조날레 | 시·종착역                                        |
| 밀라노 포르타 가리발디 말펜사 공항      | 트레노 레조날레 | 시·종착역                                        |
| 트레노르드                              |                 |                                                  |
| 시·종착역                               | 트레노 레조날레 | 밀라노 람브라테 베로나 포르타 누오바             |
| 트레노르드                              |                 |                                                  |
| 시·종착역                               | 트레노 레조날레 | 밀라노 람브라테 베르가모                         |

### 승강장
틀:말펜사 익스프레스
각 승강장은 일반적으로 특정 구간 전용으로 되어 있다. 현 체계는 다음과 같으나 일부 변동 사항이 있을 수 있다.
- 1-3번: 키아소/도모도솔라/밀라노-토리노 (ES* AV)
- 4-6번: 토리노/치살피노 밀라노–코모–아르스 골다우–바젤 / 취리히
- 7-13번: 베네치아 / 우디네
- 14-17번: 볼로냐–피렌체–로마–나폴리
- 18-23번: 제노바-리보르노 / 벤티밀리아 / 파르마 /크레모나-만투아 /밀라노-트레빌리오-베르가모
- 24번: 운행용

## 갤러리

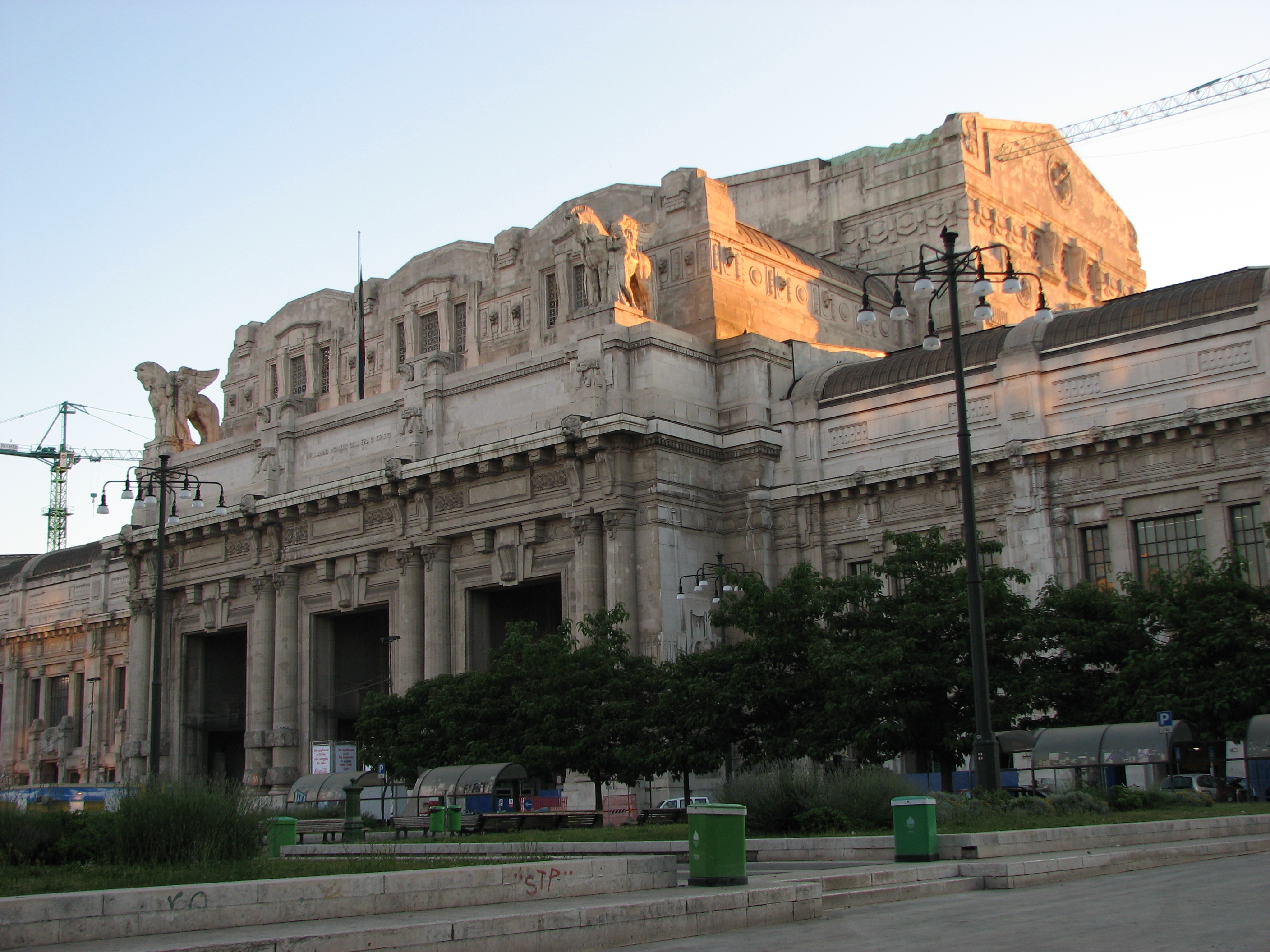
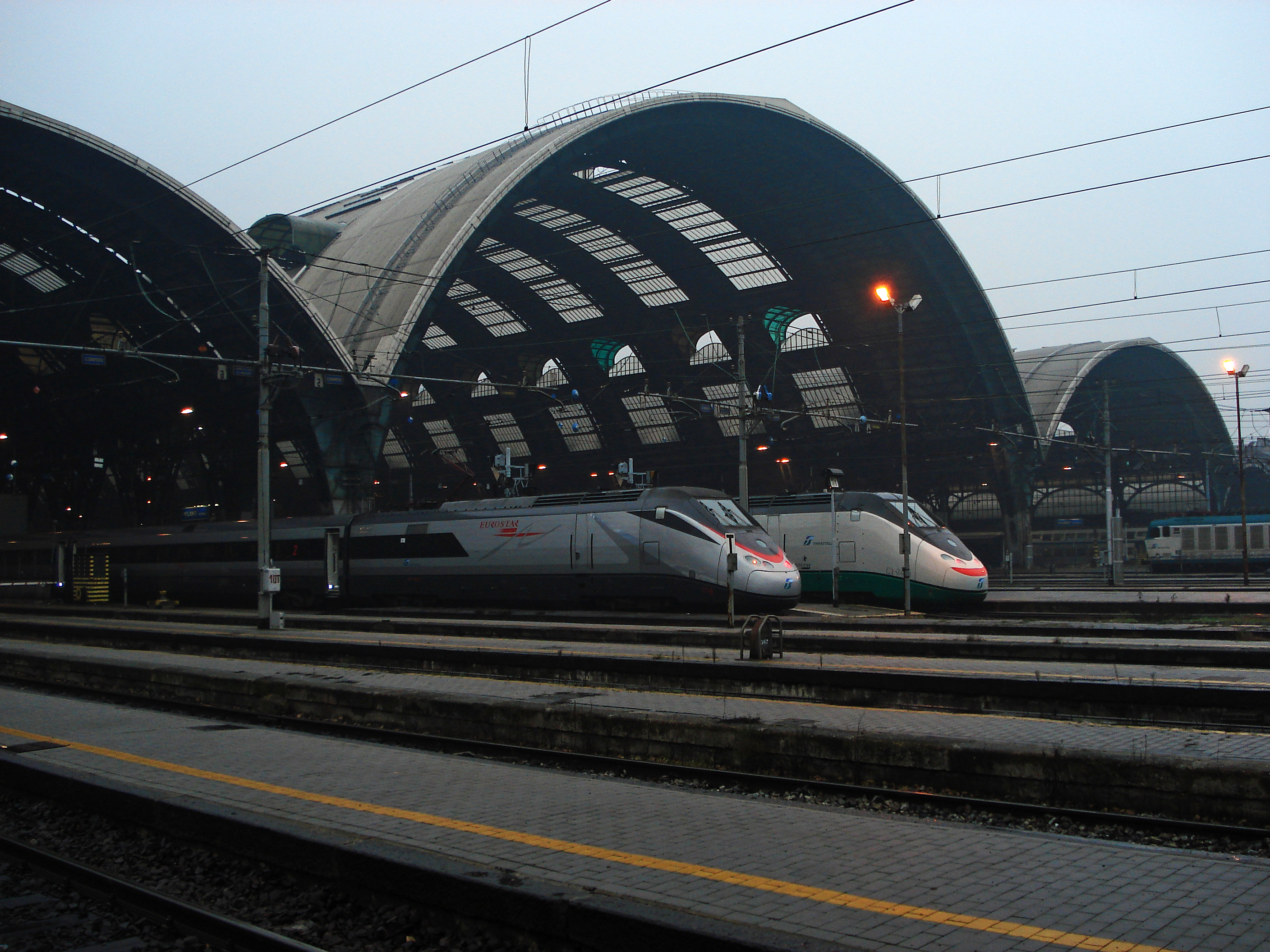
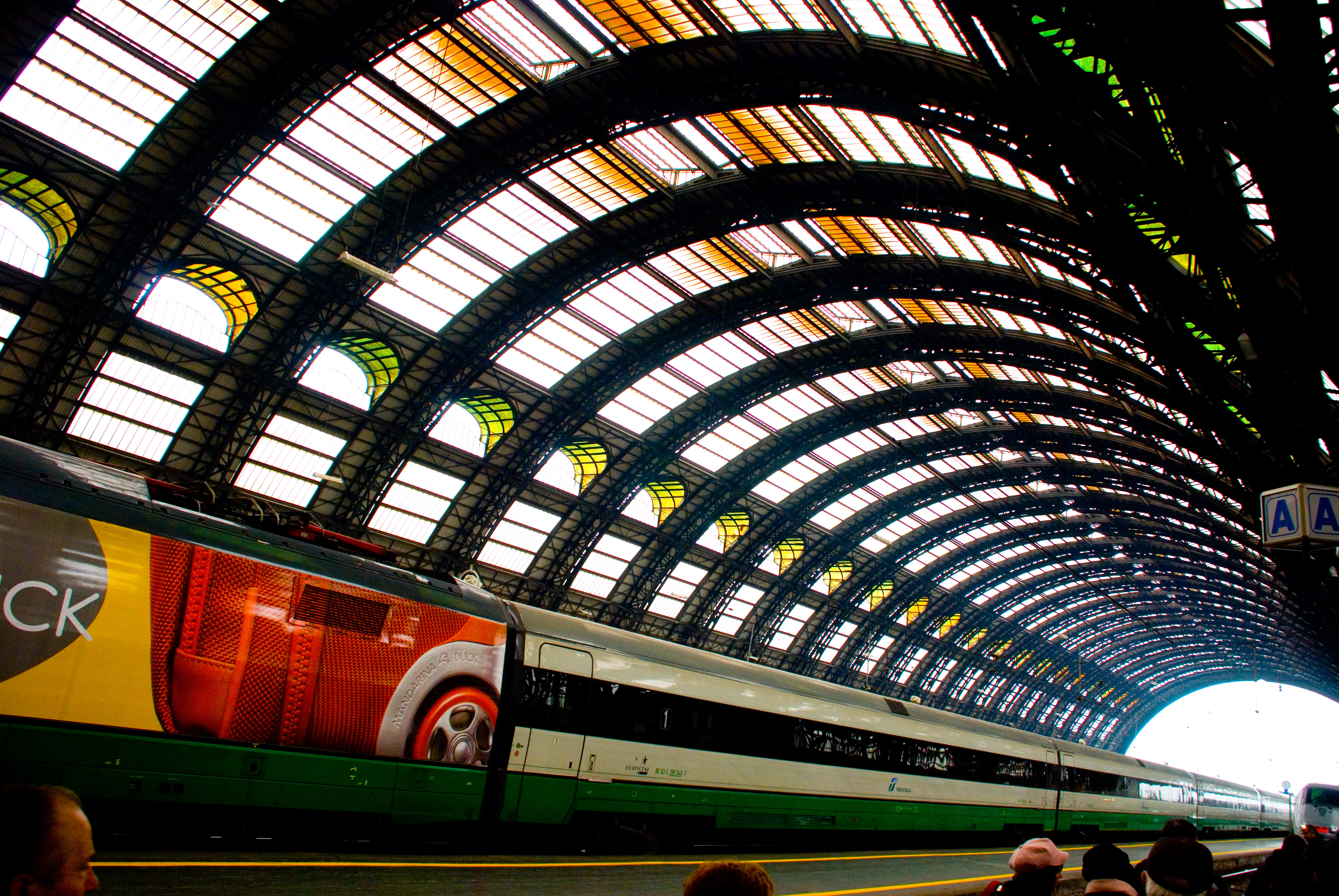
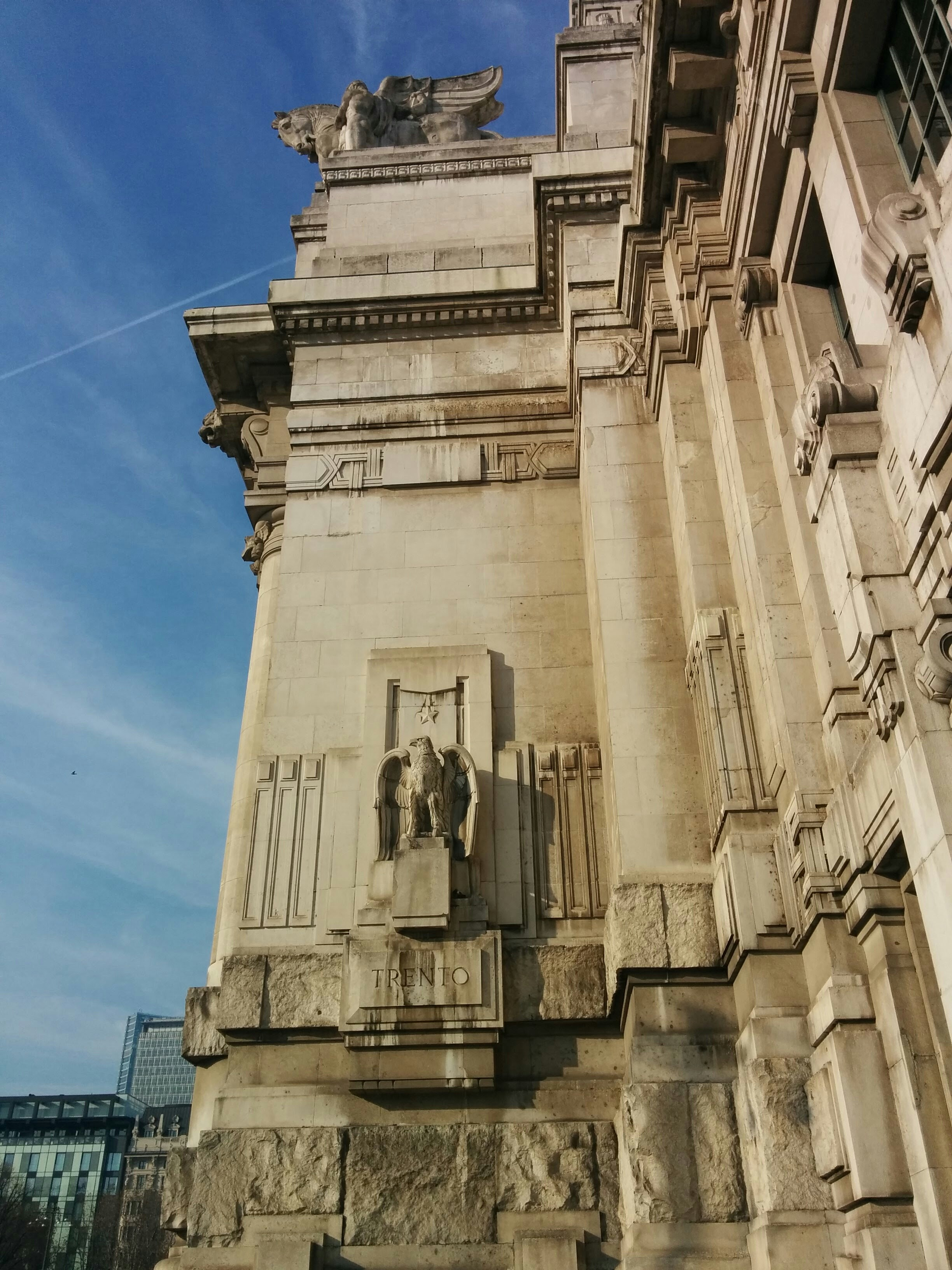

## 같이 보기
- 이탈리아의 철도사
- 롬바르디아 주의 철도역 목록
- 이탈리아의 철도
- 밀라노의 철도역
- 이탈리아의 철도역
- 밀라노 허리띠 철도
- 첸트랄레역